# Kosmos 672
Kosmos 672 (ros. Космос-672) – bezzałogowy lot kosmiczny w ramach programu Sojuz. Był to drugi (po misji Kosmos 638) lot służący testowaniu technologii wykorzystanych w programie Sojuz-Apollo. Misja trwała 6 dni, zakończyła się lądowaniem 18 sierpnia 1974. Statek posiadał urządzenie cumownicze, które mogło służyć do połączenia zarówno ze statkami radzieckimi, jak i amerykańskimi.